# Ruh Lviv
FC Ruh Lviv (în ucraineană ФК «Рух» Львів), denumită FC Ruh Vînnîkî până în 2019, este o echipă profesionistă de fotbal ucrainean cu sediul în Vînnîkî, localitate componentă a orașului Lviv, care concurează în prima ligă ucraineană după promovarea obținută în 2019-20.

## Bilanț Sportiv

### Palmares
| Campionate Naționale                                                                                    | Cupe Naționale                        |
| --- | ------------------------------------- |
| - Campionatul ucrainean L2 (0) : - Locul doi : 2020 - Campionatul ucrainean L3 (0) : - Locul doi : 2017 | - Cupa Ucrainei (0) : - Optimi : 2020 |

### Sezoane
| Sezoane   | Div. | Liga         | Loc |       |
| --------- | ---- | ------------ | --- | ----- |
| 2016–2017 | 3.   | Druha Liga   | 2.  | [ 2 ] |
| 2017–2018 | 2.   | Perșa Liga   | 7.  | [ 3 ] |
| 2018–2019 | 2.   | Perșa Liga   | 11. | [ 4 ] |
| 2019–2020 | 2.   | Perșa Liga   | 2.  | [ 5 ] |
| 2019–2020 | 1.   | Premier Liga |     |       |

## Referință
1. ↑   Ihor Hryniv: "Înainte, localnicii erau aproape neinteresanți pentru nimeni, dar astăzi lupta este pentru fiecare sat", LB.ua (15 September 2020)
2. ↑  http://www.rsssf.com/tableso/oekr2016.html
3. ↑  http://www.rsssf.com/tableso/oekr2017.html
4. ↑  http://www.rsssf.com/tableso/oekr2018.html
5. ↑  http://www.rsssf.com/tableso/oekr2019.html

## Legături externe
- Prezentarea video a noii embleme "Rukh" (Відеопрезентація нової емблеми "Руху"). Rukh TV on . 26 June 2017.